# Memoriał Zbigniewa Raniszewskiego 1960

## Memoriał Zbigniewa Raniszewskiego 1960
IV Memoriał Zbigniewa Raniszewskiego, a zarazem I turniej w całości poświęcony pamięci Z.Raniszewskiemu odbył się 03.07.1960 w Bydgoszczy. Zwyciężył Edward Kupczyński.

## Wyniki
- 3 lipca 1960, Stadion Polonii Bydgoszcz

| Msc. | Zawodnik               | Klub                  | Pkt |        |  |
| ---- | ---------------------- | --------------------- | --- | ------ |  |
| 1    | Edward Kupczyński      | Polonia Bydgoszcz     | 15  | (b.d.) |  |
| 2    | Konstanty Pociejkowicz | Sparta Wrocław        | 12  | (b.d.) |  |
| 3    | Bronisław Idzikowski   | Włókniarz Częstochowa | 11  | (b.d.) |  |
| 4    | Stanisław Tkocz        | Górnik Rybnik         | 10  | (b.d.) |  |
| 5    | Jan Kolber             | Unia Tarnów           | 9   | (b.d.) |  |
| 6    | Julian Kuciak          | Włókniarz Częstochowa | 9   | (b.d.) |  |
| 7    | Rajmund Świtała        | Polonia Bydgoszcz     | 8   | (b.d.) |  |
| 8    | Józef Wieczorek        | Górnik Rybnik         | 8   | (b.d.) |  |
| 9    | Norbert Świtała        | Polonia Bydgoszcz     | 8   | (b.d.) |  |
| 10   | Stanisław Kaiser       | Legia Gdańsk          | 7   | (b.d.) |  |
| 11   | Bogdan Berliński       | Górnik Rybnik         | 6   | (b.d.) |  |
| 12   | Marian Spychała        | Unia Tarnów           | 6   | (b.d.) |  |
| 13   | Janusz Suchecki        | Polonia Bydgoszcz     | 5   | (b.d.) |  |
| 14   | Antoni Kowalski        | Polonia Bydgoszcz     | 3   | (b.d.) |  |
| 15   | Zagóra                 | Polonia Bydgoszcz     | 1   | (b.d.) |  |
| 14   | Galczewski             | Polonia Bydgoszcz     | 1   | (b.d.) |  |